# El Camalotito
El Camalotito är en ort i Mexiko.   Den ligger i kommunen Petatlán och delstaten Guerrero, i den södra delen av landet, 300 km sydväst om huvudstaden Mexico City. El Camalotito ligger 195 meter över havet och antalet invånare är 117.
Terrängen runt El Camalotito är varierad. El Camalotito ligger nere i en dal. Runt El Camalotito är det glesbefolkat, med 19 invånare per kvadratkilometer. Närmaste större samhälle är Petatlán, 15,6 km söder om El Camalotito. I omgivningarna runt El Camalotito växer i huvudsak lövfällande lövskog.